# Warminster
Warminster – miasto i civil parish w południowej Anglii (Wielka Brytania), w hrabstwie ceremonialnym i unitary authority Wiltshire, położona nad ujściem rzeki Were do Wylye. W 2011 roku civil parish liczyła 17 490 mieszkańców.

## Miasta partnerskie
- Flers